# Douglas da Silva Vieira
Douglas da Silva Vieira (12 de noviembre de 1987) es un futbolista brasileño que juega como delantero y se encuentra sin equipo tras abandonar el Sanfrecce Hiroshima.
Jugó para clubes como el Macaé, Kalmar FF, Juventus, São José, São Luiz, Juventude, Náutico y Tokyo Verdy.

## Trayectoria

### Clubes
| Club                  | País   | Año       |
| --------------------- | ------ | --------- |
| Macaé E. F. C.        | Brasil | 2009      |
| S. C. Juiz de Fora    | Brasil | 2009      |
| A. E. R. Santo Ângelo | Brasil | 2010      |
| Kalmar FF             | Suecia | 2010      |
| C. A. Juventus        | Brasil | 2011      |
| E. C. São José        | Brasil | 2011      |
| E. C. São Luiz        | Brasil | 2012      |
| União Frederiquense   | Brasil | 2012      |
| E. C. Juventude       | Brasil | 2012-2015 |
| Náutico               | Brasil | 2015      |
| Tokyo Verdy           | Japón  | 2016-2018 |
| Sanfrecce Hiroshima   | Japón  | 2019-2024 |

## Palmarés

### Títulos nacionales
| Título         | Club                | País  | Año  |
| -------------- | ------------------- | ----- | ---- |
| Copa J. League | Sanfrecce Hiroshima | Japón | 2022 |